# 錐鱗頭鮋
錐鱗頭鮋（学名：Sebastapistes coniorta）是輻鰭魚綱鮋形目鮋亞目鮋科的其中一種，為熱帶海水魚，分布於中太平洋東部夏威夷群島及詹斯頓島海域，棲息深度1-25公尺，體長可達10公分。棲息在珊瑚礁水域，已甲殼類等為食，生活習性不明，可作為觀賞魚。

## 扩展阅读
維基物種上的相關：錐鱗頭鮋